# Leucoagaricus viridiflavoides
Leucoagaricus viridiflavoides är en svampart som beskrevs av B.P. Akers & Angels 2000. Leucoagaricus viridiflavoides ingår i släktet Leucoagaricus och familjen Agaricaceae.   Inga underarter finns listade i Catalogue of Life.